# مؤلف رئيسي
في النشر الأكاديمي، المؤلف الرئيسي أو المؤلف الأول هو المؤلف الأول لمنشور مثل مقالة بحثية أو تدقيق.
تختلف معايير التأليف الأكاديمي بشكل كبير عبر التخصصات. في العديد من المواضيع الأكاديمية، بما في ذلك العلوم الطبيعية وعلوم الكمبيوتر والهندسة الكهربائية، عادةً ما يكون المؤلف الرئيسي للمقالة البحثية هو الشخص الذي أجرى البحث وقام بكتابة الورقة وتحريرها. تعكس قائمة المؤلفين المشاركين، عادةً، المساهمات المتناقصة في العمل المذكور في الوثيقة. في بعض الأحيان، تطلب المجلات بيانات تفصيلية لمساهمات كل مؤلف ليتم تضمينها في كل منشور. ومع ذلك، في التخصصات الأخرى (مثل الرياضيات)، يتم عادةً إدراج المؤلفين أبجديًا وليس حسب المساهمة.
زادت نسبة الأوراق البحثية متعددة المؤلفين في العقود الأخيرة، مما يعكس مشاريع بحثية متعددة الباحثين متزايدة التعقيد،  بالإضافة إلى ثقافة "النشر أو الهلاك" في تقييم الأداء الأكاديمي.